# Шапка Астраханская

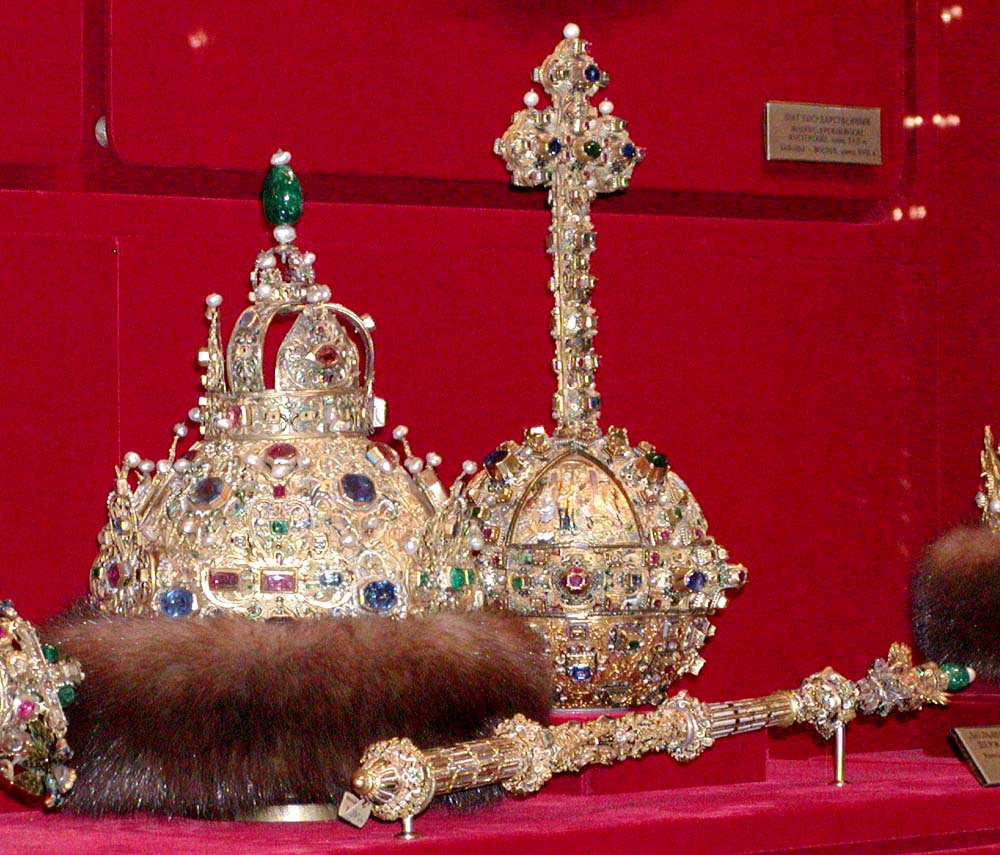
«Большой государев Наряд»: корона Михаила Федоровича и скипетр и держава Бориса Годунова.

Шапка Астраханская, Корона (Шапка) Большого Наряда — драгоценный венец, сделанный под руководством Ефима Телепнёва, дьяка кремлёвской Оружейной палаты в 1627 году для царя Михаила Фёдоровича. Она была главным украшением парадного царского одеяния — «Большого», или «Первого» Наряда.

## Описание
Корона эта сделана по образцу Шапки Мономаха, однако имеет западноевропейский, ренессансный декор. Потому-то она называлась в описаниях «шапкой фрясской» (фряжской, то есть на западный манер).
Она имеет металлический корпус, состоящий из двух «корон», украшенных в целом 177 драгоценными камнями и жемчужинами. Нижняя «корона» имеет 6 зубчиков, верхняя — 3. К нижней части металлического корпуса присоединён соболиный мех.
Вот описание короны 1628 года:
«Шапка, что делана в Приказе в золотов дела в 1627 году при думном дьяке при Ефиме Телепневе… В нижней коруне поставлено: яхонт лазорев велик четвероуголен; два яхонта лазоревых, один осмиуголен, а другой четвероуголен; два яхонта лазоревых четвероугольны, один продолговат; 12 яхонтиков лазоревых же не больших, одиннадцать осмиугольны, а другонатцатой четвероуголен; пять лалов больших четвероугольных; три лала осмиугольны; 6 яхонтиков червчатых небольших; 6 изумрудов не малы четвероугольны, один продолговат; 11 изумрудцов небольших. Да в ту же коруну поставлено 24 алмаза. В верхней коруне поставлено: один яхонт червчат четвероуголен; 18 яхонтиков червчатых; 20 изумрудов, одиннадцать в шести углах; два лала один осмиуголен, а другой четвероуголен; 4 яхонта лазоревых, три осмиугольны, а четвертой четвероуголен. Да в ту же верхнюю коруну поставлено 21 алмаз. Да наверху на коруне поставлен лал велик, что снят с Государевы Казанские шапки. Да в ту же Государеву верхнюю коруну поставлено по верх большово лала на закрепке зерно гурмицкое велико. Да под лалом в исподе в пятый раз на спне зерно гурмицкое не мало, плосковато. Да в верхнюю же и в нижнюю коруну на городках и границ каменья поставлено в гнездех и в репьях 60 зерен гурмицких больших и среди и небольших»

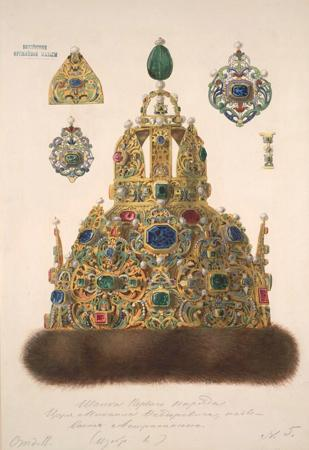
Шапка Великого Наряда. Вид сбоку. Обмерный чертеж из издания академика Федора Солнцева, середина XIX ст.

Современное состояние корона получила в 1680-е годы, когда некоторые её драгоценные каменке были переданы новой бриллиантовой короне Ивана V Алексеевича, а вместо были добавлены другие. Например, «лал велик», что венчал корону, был заменён сапфиром «алмазной грани».

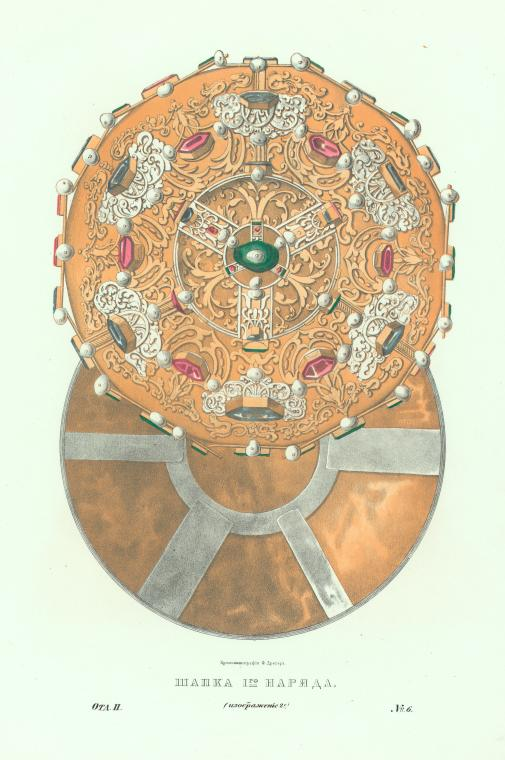
Шапка Великого Наряда. Вид сверху. Обмерный чертеж из издания академика Ф. Г. Солнцева.

Весит корона 4 фунта 78 золотников без меха (около 1,5 кг). Она никогда не использовалась для коронаций монархов. С момента организации Петром I постоянного собрания Оружейной палаты в 1703 году корона постоянно находится в её составе.

## Корона Большого Наряда в геральдике
В XVIII веке корона не имела соответствующего геральдического аналога. В описании Оружейной палаты 1777—1778 гг. она впервые названа «Астраханской». В те времена архивам XVII века не уделяли должного внимания, поэтому была придумана легенда, что корона создана царём Фёдором Алексеевичем в память покорения «в 7062 году царства Астраханского и Тмутаракани».
Эта ошибка была опровергнута академиком Ф. Г. Солнцевым в середине XIX века после тщательного изучения документов царской казны. Но название уже прижилось, и поэтому в Большом государственном гербе Российской империи (1882) эта корона венчала щит с гербом Царства Астраханского. В современной России корона присутствует в гербе Астраханской области.